# (73379) 2002 LJ7
(73379) 2002 LJ7 – planetoida z pasa głównego asteroid okrążająca Słońce w ciągu 4,26 lat w średniej odległości 2,63 j.a. Odkryta 2 czerwca 2002 roku.